# Tor di Valle
Tor di Valle är Roms trettionionde zon och har beteckningen Z. XXXIX. Zonen är uppkallad efter en borg med ett torn, kallat Turris della Vallora; Vallora åsyftar ängarna vid en av Tiberns krökar. Zonen Tor di Valle bildades år 1961.

## Monument och sevärdheter
- Ponte di Vallerano 41°49′36″N 12°26′43″Ö / 41.826733°N 12.445345°Ö
- Torre e casale della Vallora 41°49′34″N 12°26′42″Ö / 41.826174°N 12.445075°Ö
- Ippodromo Tor di Valle

## Kommunikationer
Tunnelbanestationer
- EUR Magliana
- EUR Palasport
- EUR Fermi
- Laurentina

Järnvägsstation
- Järnvägsstationen Tor di Valle på linjen Roma-Lido